# 2022年バーレーングランプリ
2022年バーレーングランプリ（英:  2022 Bahrain Grand Prix）は、2022年のF1世界選手権の開幕戦として、2022年3月20日にバーレーン・インターナショナル・サーキットのグランプリ・トラックで開催された。
正式名称は「Formula 1 Gulf Air Bahrain Grand Prix 2022」。

## 背景
タイヤ
今シーズンから18インチのタイヤを使用する。また、昨年までの予選Q2のタイヤ規則が撤廃されたため、全てのドライバーが決勝のスタートタイヤを自由に選択できる。本レースでピレリが持ち込むドライ用タイヤのコンパウンドはハード（白）：C1、ミディアム（黄）：C2、ソフト（赤）：C3のハード寄りの組み合わせ。
| ドライ用   | ドライ用       | ドライ用   | ウェット用           | ウェット用   |
| C1         | C2             | C3         | インターミディエイト | フルウェット |
| ---------- | -------------- | ---------- | -------------------- | ------------ |
| （ハード） | （ミディアム） | （ソフト） | （小雨用）           | （大雨用）   |
DRS：3箇所※（　）内は検知ポイント
- DRS1：ターン3より23m先から（ターン1の50m手前）
- DRS2：ターン10より50m先から（ターン9より10m手前）
- DRS3：ターン15より170m先から（ターン14より110m手前）

## フリー走行
FP1
2022年3月18日 15:00 AST(UTC+3)
トップはピエール・ガスリー。開始早々にエステバン・オコンの右側のサイドポッドが破損し、飛散したデブリの回収のために一時赤旗中断となった。その後もジョージ・ラッセルの車両からパーツが脱落する場面も見られたが、エンジントラブルによりピットに留まったバルテリ・ボッタスを除き、各車はラップを重ねた。
FP2
2022年3月18日 18:00 AST(UTC+3)
トップはマックス・フェルスタッペン。予選・決勝が行われる時間帯のため、各車はソフトタイヤでタイム計測を行っていた。セッション中に他車への妨害や接触などで角田裕毅とランス・ストロールに対し、それぞれ戒告処分が下った。
FP3
2022年3月19日 15:00 AST(UTC+3)
トップはマックス・フェルスタッペン。予選や決勝と異なる時間帯だったので走り込む車両は少なかった。シャルル・ルクレールはバリアへ衝突しかねないスピンを喫したものの僅差で2位に入った。角田裕毅は油圧系統のトラブルにより、走ることが全くできなかった。

## 予選
2022年3月19日 18:00 AST(UTC+3)（文章の出典）
ポールポジションはシャルル・ルクレール。0.123秒差でマックス・フェルスタッペン、3番手にカルロス・サインツ、4番手にセルジオ・ペレスと続き、トップ4をレッドブルとフェラーリが占めた。ルクレールがポールを獲得したのは2021年アゼルバイジャンGP以来、自身10度目。

### 予選結果
| 順位                | No. | ドライバー                 | コンストラクター                        | Q1       | Q2       | Q3       | Grid |
| ------------------- | --- | -------------------------- | --------------------------------------- | -------- | -------- | -------- | ---- |
| 1                   | 16  | シャルル・ルクレール       | フェラーリ                              | 1:31.471 | 1:30.932 | 1:30.558 | 1    |
| 2                   | 1   | マックス・フェルスタッペン | レッドブル-RBPT                         | 1:31.785 | 1:30.757 | 1:30.681 | 2    |
| 3                   | 55  | カルロス・サインツ         | フェラーリ                              | 1:31.567 | 1:30.787 | 1:30.687 | 3    |
| 4                   | 11  | セルジオ・ペレス           | レッドブル-RBPT                         | 1:32.311 | 1:31.008 | 1:30.921 | 4    |
| 5                   | 44  | ルイス・ハミルトン         | メルセデス                              | 1:32.285 | 1:31.048 | 1:31.238 | 5    |
| 6                   | 77  | バルテリ・ボッタス         | アルファロメオ-フェラーリ               | 1:31.919 | 1:31.717 | 1:31.560 | 6    |
| 7                   | 20  | ケビン・マグヌッセン       | ハース-フェラーリ                       | 1:31.955 | 1:31.461 | 1:31.808 | 7    |
| 8                   | 14  | フェルナンド・アロンソ     | アルピーヌ-ルノー                       | 1:32.346 | 1:31.621 | 1:32.195 | 8    |
| 9                   | 63  | ジョージ・ラッセル         | メルセデス                              | 1:32.269 | 1:31.252 | 1:32.216 | 9    |
| 10                  | 10  | ピエール・ガスリー         | アルファタウリ-RBPT                     | 1:32.096 | 1:31.635 | 1:32.338 | 10   |
| 11                  | 31  | エステバン・オコン         | アルピーヌ-ルノー                       | 1:32.041 | 1:31.782 |          | 11   |
| 12                  | 47  | ミック・シューマッハ       | ハース-フェラーリ                       | 1:32.380 | 1:31.998 |          | 12   |
| 13                  | 4   | ランド・ノリス             | マクラーレン-メルセデス                 | 1:32.239 | 1:32.008 |          | 13   |
| 14                  | 23  | アレクサンダー・アルボン   | ウィリアムズ-メルセデス                 | 1:32.726 | 1:32.664 |          | 14   |
| 15                  | 24  | 周冠宇                     | アルファロメオ-フェラーリ               | 1:32.493 | 1:33.543 |          | 15   |
| 16                  | 22  | 角田裕毅                   | アルファタウリ-RBPT                     | 1:32.750 |          |          | 16   |
| 17                  | 27  | ニコ・ヒュルケンベルグ     | アストンマーティン・アラムコ-メルセデス | 1:32.777 |          |          | 17   |
| 18                  | 3   | ダニエル・リカルド         | マクラーレン-メルセデス                 | 1:32.945 |          |          | 18   |
| 19                  | 18  | ランス・ストロール         | アストンマーティン・アラムコ-メルセデス | 1:33.032 |          |          | 19   |
| 20                  | 6   | ニコラス・ラティフィ       | ウィリアムズ-メルセデス                 | 1:33.634 |          |          | 20   |
| 107% time: 1:37.873 |     |                            |                                         |          |          |          |      |
| ソース:             |     |                            |                                         |          |          |          |      |

## 決勝
2022年3月20日 18:00 AST(UTC+3)（文章の出典）
優勝はシャルル・ルクレール。2位にカルロス・サインツ、3位にルイス・ハミルトンが続いた。
レース中盤までは多少の接触はあったものの、全車が順調にラップを重ねていたが、アルファタウリのガスリーのマシンのリアから炎が上がりSCが導入された。2位を走行していたフェルスタッペンは終始ブレーキのオーバーヒートに苦しんでいたうえ、SC中のピットインの際にトラックロッドを破損。さらにレース再開後には燃料システムにトラブルが発生し、残り3周でリタイア。レッドブルのもう1台のペレスも同様の理由により、ファイナルラップでリタイアした。これによりフェラーリが2019年シンガポールGP以来の1-2フィニッシュを飾った。またルクレールは優勝・ポールポジション・ファステストラップの3つを達成したことにより、自身初のハットトリックを達成した。3,4位にはレースペースこそ奮わなかったがメルセデス勢の2台が続いた。このレースがデビュー戦だった周冠宇は10位入賞でポイントを獲得。F1史上66人目の快挙となった。

### レース結果
| 順位    | No. | ドライバー                 | コンストラクター                        | 周回数 | タイム/リタイア原因 | Grid | Pts. |
| ------- | --- | -------------------------- | --------------------------------------- | ------ | ------------------- | ---- | ---- |
| 1       | 16  | シャルル・ルクレール       | フェラーリ                              | 57     | 1:37:33.584         | 1    | 26FL |
| 2       | 55  | カルロス・サインツ         | フェラーリ                              | 57     | +5.598              | 3    | 18   |
| 3       | 44  | ルイス・ハミルトン         | メルセデス                              | 57     | +9.675              | 5    | 15   |
| 4       | 63  | ジョージ・ラッセル         | メルセデス                              | 57     | +11.211             | 9    | 12   |
| 5       | 20  | ケビン・マグヌッセン       | ハース-フェラーリ                       | 57     | +14.754             | 7    | 10   |
| 6       | 77  | バルテリ・ボッタス         | アルファロメオ-フェラーリ               | 57     | +16.119             | 6    | 8    |
| 7       | 31  | エステバン・オコン         | アルピーヌ-ルノー                       | 57     | +19.423             | 11   | 6    |
| 8       | 22  | 角田裕毅                   | アルファタウリ-RBPT                     | 57     | +20.386             | 16   | 4    |
| 9       | 14  | フェルナンド・アロンソ     | アルピーヌ-ルノー                       | 57     | +22.390             | 8    | 2    |
| 10      | 24  | 周冠宇                     | アルファロメオ-フェラーリ               | 57     | +23.064             | 15   | 1    |
| 11      | 47  | ミック・シューマッハ       | ハース-フェラーリ                       | 57     | +32.574             | 12   |      |
| 12      | 18  | ランス・ストロール         | アストンマーティン・アラムコ-メルセデス | 57     | +45.873             | 19   |      |
| 13      | 23  | アレクサンダー・アルボン   | ウィリアムズ-メルセデス                 | 57     | +53.932             | 14   |      |
| 14      | 3   | ダニエル・リカルド         | マクラーレン-メルセデス                 | 57     | +54.975             | 18   |      |
| 15      | 4   | ランド・ノリス             | マクラーレン-メルセデス                 | 57     | +56.335             | 13   |      |
| 16      | 6   | ニコラス・ラティフィ       | ウィリアムズ-メルセデス                 | 57     | +61.795             | 20   |      |
| 17      | 27  | ニコ・ヒュルケンベルグ     | アストンマーティン・アラムコ-メルセデス | 57     | +63.829             | 17   |      |
| 181     | 11  | セルジオ・ペレス           | レッドブル-RBPT                         | 56     | DNF                 | 4    |      |
| 191     | 1   | マックス・フェルスタッペン | レッドブル-RBPT                         | 54     | DNF                 | 2    |      |
| Ret     | 10  | ピエール・ガスリー         | アルファタウリ-RBPT                     | 44     | DNF                 | 10   |      |
| ソース: |     |                            |                                         |        |                     |      |      |

- ^1 - DNFだがレース距離の90%以上を走行したため規定により完走扱い
- ^FL - ファステストラップの1点を含む

#### 達成された主な記録
- ハットトリック：シャルル・ルクレール（F1史上47人目）[17]
- デビュー戦でポイント獲得：周冠宇（F1史上66人目）[18]

## 第1戦終了時点のランキング

### ワールド・チャンピオンシップ
|         | 順位 | ドライバー           | ポイント | 1位との差 |
| ------- | ---- | -------------------- | -------- | --------- |
|         | 1    | シャルル・ルクレール | 26       |           |
|         | 2    | カルロス・サインツ   | 18       | -8        |
|         | 3    | ルイス・ハミルトン   | 15       | -11       |
|         | 4    | ジョージ・ラッセル   | 12       | -14       |
|         | 5    | ケビン・マグヌッセン | 10       | -16       |
| ソース: |      |                      |          |           |

|         | 順位 | コンストラクター          | ポイント | 1位との差 |
| ------- | ---- | ------------------------- | -------- | --------- |
|         | 1    | フェラーリ                | 44       |           |
|         | 2    | メルセデス                | 27       | -17       |
|         | 3    | ハース-フェラーリ         | 10       | -34       |
|         | 4    | アルファロメオ-フェラーリ | 9        | -35       |
|         | 5    | アルピーヌ-ルノー         | 8        | -36       |
| ソース: |      |                           |          |           |

- 注：いずれもトップ5まで掲載。

### DHLファステストラップアワード
|         | 順位 | ドライバー           | 獲得数 |
| ------- | ---- | -------------------- | ------ |
|         | 1    | シャルル・ルクレール | 1      |
| ソース: |      |                      |        |

- 注：いずれもトップ5まで掲載。
- 注：ファストテストラップアワードは同数の場合、カウントバック方式がとられている。